# Нордвик, Ханс
Ханс Но́рдвик (1 августа 1880 — 22 июля 1960) — норвежский стрелок. Дважды олимпийский чемпион по командной стрельбе одиночными и двойными выстрелами по мишени «бегущий олень».
В 1912 году вошёл в состав сборной Норвегии на летних Олимпийских играх в Стокгольме.
В командной стрельбе из армейской винтовки с 200, 400, 500 и 600 метров сборная Норвегии (Оле Дегнес, Арне Сунне, Оле Йенсен, Ханс Нордвик, Олаф Хасби и Матиас Гломнес), заняла 6-е место, набрав 1473 очка и уступив 214 очков завоевавшей золото команде США.